# Paratrigona catabolonota
Paratrigona catabolonota är en biart som beskrevs av Camargo och Jesus Santiago Moure 1994. Paratrigona catabolonota ingår i släktet Paratrigona och familjen långtungebin. Inga underarter finns listade i Catalogue of Life.